# Klangprobe (Roman)
Die Klangprobe ist ein 1990 veröffentlichter Roman von Siegfried Lenz. Der Titel geht darauf zurück, dass Steinmetzen die Güte eines Steinblocks anhand des Klanges feststellen, den er abgibt, wenn man ihm anschlägt. So werden auch die Personen im Roman durch Schicksalsschläge auf die Probe gestellt.

## Handlung
Der Roman dreht sich um den Steinmetz und Bildhauer Hans Bode und seinen 24-jährigen Sohn Jan; er wird in der Ich-Form aus Jans Perspektive erzählt. Jan hat als Lehrer keine Anstellung gefunden und arbeitet derzeit als Kaufhausdetektiv. Dort ertappt er die mittellose Übersetzerin Lone bei einem Diebstahl, zeigt sie jedoch aus Mitleid nicht an, sondern verschafft ihr und ihrem verwaisten Neffen Fritz Wohnraum in dem ehemaligen Schulgebäude, in dem seine Familie lebt. Lone und Fritz bringen neues Leben in die Familie, außerdem entwickelt sich eine Beziehung zwischen Jan und Lone. 
Der Steinbildhauer Hans Bode ist schon seit einiger Zeit mit seiner zu anspruchslosen Routinearbeit und Jans Lebensführung unzufrieden. Insgeheim hatte er gehofft, dass Jan den Betrieb übernimmt. Immerhin beginnt der Erstklässler Fritz, sich für die Steinmetzkunst zu interessieren, und lernt einiges bei Hans, den er „Opa“ nennt. 
Schließlich erhält Hans einen großen Auftrag, in dem er seine künstlerischen Talente zu voller Geltung bringen kann, und damit scheint sich auch für ihn alles zum Besseren zu wenden. Es geht dabei um ein Grabmal für ein früh verstorbenes junges Mädchen.
Als das Bildwerk fast fertig ist, klettert Fritz in einem unbewachten Moment darauf. Dabei kippt die Skulptur um, erschlägt Fritz und wird zerstört. Die Beziehung zwischen Jan und Lone zerbricht, und da Hans sich nach diesem Geschehen nicht dazu in der Lage sieht, das Grabmal erneut anzufertigen, ist auch seine Hoffnung auf ein schöneres Leben dahin.